# Asia Rugby Championship Top 3 2015
El Asia Rugby Championship Top 3 de 2015 fue la 28.ª edición del principal torneo asiático y la primera con el formato triangular de ida y vuelta.
La selección japonesa consiguió su vigésimo tercer título al finalizar el torneo invicta, aunque jugó un partido menos; Hong Kong se ubicó en el 2.º puesto y Corea del Sur en el último.

## Equipos participantes
- Selección de rugby de Corea del Sur
- Selección de rugby de Hong Kong (Dragones)
- Selección de rugby de Japón (Brave Blossoms)

## Posiciones
| Pos. | Equipo        | Encuentros | Encuentros | Encuentros | Encuentros | Tantos  | Tantos    | Tantos     | Puntos Bonus | Puntos Totales |
| Pos. | Equipo        | jugados    | ganados    | empatados  | perdidos   | a favor | en contra | diferencia | Puntos Bonus | Puntos Totales |
| ---- | ------------- | ---------- | ---------- | ---------- | ---------- | ------- | --------- | ---------- | ------------ | -------------- |
| 1    | Japón         | 4          | 3          | 1          | 0          | 163     | 40        | + 123      | 3            | 17             |
| 2    | Hong Kong     | 4          | 1          | 1          | 2          | 64      | 111       | - 47       | 3            | 9              |
| 3    | Corea del Sur | 4          | 1          | 0          | 3          | 110     | 186       | - 76       | 3            | 7              |

Nota: Se otorgan 4 puntos al equipo que gane un partido, 2 al que empate y 0 al que pierda
Puntos Bonus: 1 punto por convertir 4 tries o más en un partido y 1 al equipo que pierda por no más de 7 tantos de diferencia
|  | Campeón |

|  | Continúan en carrera para Japón 2019 |

|  | A repechaje por la permanencia |

## Resultados
| 18 de abril | Corea del Sur | 30 - 56 | Japón | Namdong Asiad Rugby Stadium, Incheon, Corea del Sur |  |
|             |               | Reporte |       |                                                     |  |

| 25 de abril | Hong Kong | 26 - 33 | Corea del Sur | Hong Kong Football Club Ground, Hong Kong |  |
|             |           | Reporte |               |                                           |  |

| 2 de mayo | Japón | 41 - 0  | Hong Kong | Prince Chichibu Memorial Stadium, Tokio, Japón |  |
|           |       | Reporte |           |                                                |  |

| 9 de mayo | Japón | 66 - 10 | Corea del Sur | Level 5 Stadium, Fukuoka, Japón |  |
|           |       | Reporte |               |                                 |  |

| 16 de mayo | Corea del Sur | 37 - 38 | Hong Kong | Namdong Asiad Rugby Stadium, Incheon, Corea del Sur |  |
|            |               | Reporte |           |                                                     |  |

| 23 de mayo | Hong Kong | 0 - 0 Suspendido en el minuto 20 | Corea del Sur | Aberdeen Sports Ground, Hong Kong |  |
|            |           | Reporte                          |               |                                   |  |

| Bandera de Japón       |
| Campeón Japón          |
| Vigésimo tercer título |